# Long Beach (Missisipi)
Long Beach – miasto w hrabstwie Harrison, Mississippi, USA. Jest częścią Gulfport-Biloxi, obszaru metropolitalnego Missisipi (ang. Mississippi Metropolitan Statistical Area). W 2000 roku odnotowano populację w wysokości 17 230 osób.